# Luis Rogel
Luis Alberto Rogel García (Chaitén, Chile, 2 de abril de 1985) es un futbolista chileno. Juega de portero y actualmente está jugando en el fútbol amateur.

## Clubes
| Club                   | País  | Año       |
| ---------------------- | ----- | --------- |
| Lord Cochrane de Aysén | Chile | 2006      |
| Deportivo Luis Musrri  | Chile | 2006      |
| San Marcos de Arica    | Chile | 2007      |
| Palestino              | Chile | 2008-2009 |
| Cobresal               | Chile | 2010-2011 |
| Coquimbo Unido         | Chile | 2012      |
| Deportes Linares       | Chile | 2013      |

## Palmarés

### Campeonatos nacionales
| Título           | Club                | País  | Año  |
| ---------------- | ------------------- | ----- | ---- |
| Tercera División | San Marcos de Arica | Chile | 2007 |

- Datos: Q5844830